# Az-Zubaidat
az-Zubaidat, en arabe : زبيدات,  est un village du gouvernorat de Jéricho en Palestine, situé à 27 km au nord de Jéricho, en Cisjordanie.
Selon le recensement du bureau central palestinien des statistiques, la localité compte une population de 1 679 habitants en 2017.